# Четинарске шуме умерених предела
Четинарске шуме умерених предела представљају доминантно шумски биом распрострањен у условима умерене климе са хладним зимским периодом и топлим летом. Већина шумских (климазоналних) екосистема у овом биому сачињена је од зимзеленог четинарског дрвећа, понекад помешаног са широколисним зимзеленим врстама. Спратовност шуме је недовољно изражена. Географски, биом четинарских шума умерених предела ограничен је на северну Земљину полулопту — на приобалне пределе са благом климом и на планинске области. Најзаступљеније врсте дрвећа су борови, јеле, смрче, кедрови, чемпреси, дуглазије, тиса.

## Биогеографско распрострањење
Биом четинарских шума умерених предела присутан је у три биогеографске целине (Палеарктику, Холарктику и Индомалаји) са следећим екорегионима:
| Палеарктик | Неарктик | Индомалаја                                                                                        |
| --- | --- | ------------------------------------------------------------------------------------------------- |
| 1. алпске четинарске и мешовите шуме 2. алтајске планинске шуме и шумо-степе 3. каледонијске четинарске шуме 4. карпатске планинске четинарске шуме 5. четинарске шуме планина Да хинган и Џагди 6. источноавганистанске планинске четинарске шуме 7. шумо-степе планинског ланца Елбурз 8. хеланшанске планинске четинарске шуме 9. хенгдуанске субалпијске четинарске шуме 10. планинске четинарске шуме Хокаида 11. алпијске четинарске шуме Хоншуа 12. хангајске четинарске шуме 13. медитеранске четинарске и мешовите шуме 14. субалпијске четинарске шуме североисточних Хималаја 15. северноанатолијске четинарске и листопадне шуме 16. алпијске четинарске и мешовите шуме Нуђијанг Ланканг клисуре 17. килијанске четинарске шуме 18. кјонглај-миншанске четинарске шуме 19. сајанске планинске четинарске шуме 20. скандинавске приобалне четинарске шуме 21. тјаншанске планинске четинарске шуме | 1. шуме Алберте 2. брдске шуме Алберте и Британске Колумбије 3. шуме Аризоне 4. атлантске приобалне борове шуме 5. шуме Плавих планина 6. континенталне приобалне шуме Британске Колумбије 7. шуме у заветрини Каскадних планина 8. шуме Централних и Јужних Каскадних планина 9. шуме централних планина Британске Колумбије 10. средњопацифичке приобалне шуме 11. шуме Стеновитих планина у Колораду 12. шуме источних Каскадних планина 13. шуме пешчаног бора у Флориди 14. комплекс шума слива реке Фрејзер 15. планинске шуме Великог Басена 16. кламат-сискијске шуме 17. средњоатлантске приобалне шуме 18. шуме северних централних Стеновитих планина 19. севернокалифорнијске приобалне шуме 20. севернопацифичке приобалне шуме 21. северне прелазне алпијске шуме 22. оконаганске сушне шуме 23. пајнивудске шуме 24. пјуџитске низијске шуме 25. Острва краљице Шарлоте 26. мешовите шуме бора и храста на планинама Сијера Хуарез и Сан Педро Мортир 27. шуме Сијера Неваде 28. шуме јужних централних Стеновитих планина 29. југоисточне четинарске шуме 30. планинске шуме Восача и Јуинте | 1. источнохималајске субалпијске четинарске шуме 2. западнохималајске субалпијске четинарске шуме |